# Герман Йоганн Фаненштиль
Ге́рман Йо́ганн Фаненшти́ль (нім. Hans Hermann Johannes Pfannenstiel; 28 червня 1862 — 3 липня 1909) — німецький гінеколог, народився в Берліні.
У 1885 році отримав докторський ступінь в Берліні, згодом працював у лікарні помічником у Познані. Пізніше переїхав до Вроцлаву, де в 1896 році став ад'юнкт-професором. У 1902 році він був призначений завідувачем кафедри акушерства і гінекології в університеті Гіссена, п'ять років по тому він досяг аналогічної посади в Кільському університеті.
З 1891 року він був секретарем Німецького товариства гінекології (нім. Deutsche Gesellschaft für Gynäkologie). З 1896 року — співредактор «Архівів Гінекології» (Archiv für Gynäkologie).
Серед його найвідоміших публікацій були роботи по яєчниковій патології, матковій пухлини, формування карцином після оварієтомій. У 1908 році він став першим лікарем, що дав вичерпне опис сімейній жовтяниці новонароджених.
Фаненштиля часто згадують як оперуючого гінеколога, на честь якого отримав назву однойменний розріз — «розріз за Фаненштилем», поперечний розріз, що його широко використовують в хірургії органів тазу й донині. Він видавав свою газету в 1900 році, де описав 51 випадок використання зазначеного розрізу, призначення якого полягало в зменшенні ризику виникнення післяопераційних гриж, й також вказував на косметично кращі результати.
3 липня 1909 року у віці 47 років, Фаненштиль помер від сепсису після поранення пальця під час операції з приводу лікування тубооваріального абсцесу.